# Sluagh
No folclore irlandês e escocês, os Sluagh (irlandês /sɫuə/; escocês gaélico /sɫuaɣ/) eram os espíritos dos mortos sem descanso. Algumas vezes eram encarados como pecadores, ou, geralmente, pessoas maléficas que não eram bemvindas seja no céu seja no inferno, ou mesmo no Outro Mundo pagão, tendo sido rejeitados pelas divindades celtas e pela própria terra. Não importando a verdade subjacente, são quase sempre representados como encrenqueiros e destrutivos. Eram vistos voando em grupos como bandos de pássaros, vindo do oeste, e eram conhecidos por tentar entrar na casa de pessoas agonizantes, num esforço para carregar a alma consigo. Janelas voltadas para o oeste eram por vezes mantidas fechadas para mantê-los fora. Alguns acreditam que os Sluagh carregam consigo as almas de pessoas inocentes, raptadas por estes espíritos destrutivos.
Os Sluagh são considerados por alguns como uma manifestação irlandesa da Wild Hunt.

## Sluagh na cultura moderna
- Na série de Vídeo-games Legacy of Kain, Sluagh são inimigos devoradores de almas encontrados no reino espectral.
- Os Sluagh surgem como personagens na série Merry Gentry de Laurell K. Hamilton.
- Os Sluagh constituem uma das raças do RPG Changeling: The Dreaming.
- O Sluagh surge como personagen na série Teen Wolf